# رابطة الكيميائيين الزراعيين الدولية
رابطة الكيميائيين الزراعيين الدولية هي جمعية علمية غير ربحية بحسب المادة 501 (c) ومقرها في روكفيل ، ماريلاند. تأسست عام 1884 كجمعية الكيميائيين الزراعيين الرسميين (AOAC) وأصبحت الجمعية دولية في عام 1991. يتم من خلالها نشر طرق تحليل كيميائية موحدة تهدف لزيادة الثقة في نتائج التحليلات الكيميائية والميكروبيولوجية. وكثيرا ما تشترط الوكالات الحكومية والمنظمات المدنية أن تستخدم المختبرات الأساليب الرسمية التابعة للمنظمة AOAC.

## تاريخ
تأسست جمعية AOAC الدولية، بشكل غير رسمي، في 8 سبتمبر 1884، بمسمى رابطة الكيميائيين الزراعيين الرسميين، من قبل وزارة الزراعة الأمريكية (USDA)،  لإنشاء طرق تحليل كيميائية موحدة لتحليل الأسمدة. في عام 1927، تم نقل الرعاية إلى منظمة الأغذية والأدوية ومبيدات الحشرات التي تم تشكيلها حديثًا والتي أصبحت إدارة الغذاء والدواء (FDA) في عام 1930.
وقامت المنظمة، من نطاقها الأولي لتحليل الأسمدة، بتوسيع نطاق أساليبها ليشمل منتجات الألبان، ومبيدات الآفات، والتلوث الميكروبيولوجي، والأعلاف الحيوانية، وذلك ضمن أمور أخرى. في عام 1965، نظرًا لتزايد مجال التركيز للعمل التحليلي، تم تغيير الاسم إلى رابطة الكيميائيين التحليليين الرسميين. تم تغيير الاسم مرة أخرى إلى اتحاد المجتمعات التحليلية ليعكس المشاركة الدولية المتزايدة، ثم في عام 1991 أصبح "AOAC International"جمعية الكيميائيين التحليلين الرسميين العالمية،  ولم يعد AOAC يحمل أي معنى قانوني. ظلت السيطرة على المنظمة من قبل إدارة الغذاء والدواء الأمريكية حتى عام 1979 عندما أصبحت مستقلة تمامًا، على الرغم من أنها لا تزال على صلة وثيقة بكل من إدارة الغذاء والدواء ووزارة الزراعة الأمريكية.
اقتصرت العضوية الكاملة على الكيميائيين التحليليين الحكوميين حتى عام 1987 ثما تم تمديد العضوية لتشمل علماء الصناعة. بالإضافة إلى الوكالات الحكومية، الأعضاء، المتطوعون، والشركاء، بالإضافة حاليا إلى بعض الاشخاص من الأوساط الأكاديمية والمنظمات الدولية الأخرى والمختبرات الخاصة ومنظمات الأبحاث التعاقدية ومصنعي الأدوات ومطوري الفحص السريع. 
تركز منشورات جمعية AOAC على طرق التحليل الشاملة، بما في ذلك طرق التحليل (1885، صفحة 49) ، والطرق الرسمية والمؤقتة لتحليل AOAC (1912)، والمجلة الشهرية لـ AOAC International ،  وهي الدورات الرئيسية في الوقت الحالي، والتي تشترك معها المكتبات الفنية للجامعات والصناعة وأعضاء الجمعية AOAC.

## الأنشطة
تركز المساهمات الفنية لـ جمعية AOAC الدولية على إنشاء طرق اختبار تحليلية موثوقة والتحقق من صحتها ونشرها عالميًا. تشمل مجالات تركيزهم، على سبيل المثال دون حصر، سلامة الأطعمة والمشروبات والمكملات الغذائية والأسمدة والأعلاف الحيوانية والتربة والمياه والعقاقير البيطرية.  الهدف من طرق الاختبار هو تقييم نقاوة المواد المستخدمة في إنتاج المواد الغذائية ومكوناتها.
تنقسم طرق الاختبار إلى فئتين رئيسيتين: الاختبارات الكيميائية (على سبيل المثال، للفيتامينات أو مبيدات الآفات) والاختبارات الميكروبيولوجية (على سبيل المثال، لعوامل التلف أو عوامل التهديد البيولوجي). قبل الموافقة على طريقة معينة كطريقة رسمية من الجمعية، تتم مراجعتها واختبارها من قبل النظراء في 8-10 مختبرات فيما يسمى «الدراسة التعاونية». غالبًا ما يتم نشر النتائج في مجلة الجمعية الدولية AOAC International.  
إذا وافق OMB (مجلس الأساليب الرسمية) على توصية مدير الدراسة ورئيس اللجنة ووافق على طريقة المركزالرسمية (طريقة رسمية للتحليل)، فسيتم منحها موافقة «الإجراء الأول».  خلال هذا الوقت، يمكن للأعضاء التعليق على الطريقة وتقديم ملاحظات حول المشكلات أو التعليقات الأخرى المتعلقة بالطريقة. بعد عام، يمكن لمكتب الإدارة والميزانية أن يمنح الجمعية «الإجراء النهائي» لطريقة لم تكن فيها تعليقات جادة بما يكفي لتبرير إجراء مزيد من التحقيق. تنشر الجمعية الدولية AOAC International الإجراءات الرسمية الأولى والأخيرة في مجلة أساليب التحليل الدولية والرسمية AOAC .  يتم التعرف على الطرق كطرق رسمية من قبل إدارة الغذاء والدواء والوكالات الأخرى. يحصل الأعضاء على وصول مجاني إلى OMA عبر شبكة الإنترنت.
من أكثر أنشطتهم وضوحًا أن يكونوا مصدرًا رسميًا لتحليل ملصقات التغذية. 
تضم جمعية AOAC الدولية ثمانية أقسام في أمريكا الشمالية، منظمة جغرافيًا، بالإضافة إلى تسعة أقسام جغرافية في بقية العالم. تعقد منظمة AOAC الدولية اجتماعًا عامًا كل خريف في أغسطس أو سبتمبر والذي يتم نقله في جميع أنحاء الولايات المتحدة ويعقد في المدن الكبرى. يعقدون اجتماعًا في منتصف العام من كل شهر مارس بالقرب من المقر الرئيسي في روكفيل بولاية ماريلاند.

## المنشورات
تنشر AOAC مجلة مراجعة الأقران لـ AOAC الدولية كل شهرين منذ عام 1915. كما يقومون بنشر الطرق الرسمية لتحليل AOAC International (OMA) في نسخة مطبوعة ومن خلال قاعدة البيانات على الإنترنت. تصدر مجلة Inside Laboratory Management كل شهرين للأعضاء.